# 黄民强
黄民强（1960年10月—），中国信息处理专家。总参第五十八研究所研究员。

## 生平
生于上海。1982年毕业于复旦大学数学系，1989年获中国科技大学研究生院博士学位。2005年当选为中国科学院院士。中共第十九届中央候补委员。